# Gulpannad jassana
Gulpannad jassana (Jacana spinosa) är en fågel i familjen jassanor inom ordningen vadarfåglar.

## Utseende
Karakteristiskt för gulpannad jassana liksom för andra arter inom familjen jassanor är dess långa ben och mycket stora fötter med långa tår och klor som möjliggör för dem att gå omkring på flytande vegetation. Adulta fågeln är kastanjebrun med svart huvud och svart hals, tydligt kontrasterande mot lysande gult på panna, näbb och två sporrar på vingknogarna. I flykten med stela vingslag och glid syns bjärt gula vingar och långt utstickande fötter. Ungfågeln skiljer sig tydligt från den adulta, med gräddvitt på ansikte, hals och undersida.

## Utbredning och systematik
Gulpannad jassana förekommer i Centralamerika från norra Mexiko till västra Panama, men också i delar av Västindien. Den delas in i tre underarter med följande utbredning:
- Jacana spinosa gymnostoma – förekommer i norra Mexiko Chiapas, Yucatánhalvön och på ön Cozumel
- Jacana spinosa spinosa – förekommer från Belize och Guatemala till västra Panama
- Jacana spinosa violacea – förekommer på Kuba, Isla de la Juventud, Jamaica och Hispaniola

Vissa auktorieter behandlar den istället som monotypisk. Arten förekommer idag regelbundet i kustnära slätter i södra Texas, i norr till Houston och i väst till San Antonio, men har tidigare även häckat.

## Levnadssätt
Gulpannad jassana hittas i våtmarker med flytande vegetation, men kan ses födosöka i torrare omkringligande områden. Likt exempelvis simsnäppor, men olikt de flesta andra fåglar, är könsrollerna omvända hos jassanorna. Honan som har flera partners, så kallat polyandriskt häckningsbeteende, försvarar boet medan hanen ruvar. 

## Status och hot
Arten har ett stort utbredningsområde och en stor population med okänd utveckling. Utifrån dessa kriterier kategoriserar IUCN arten som livskraftig (LC). Världspopulationen uppskattas till mellan en halv och fem miljoner individer.

## Namn
På svenska kallades fågeln tidigare centralamerikansk jaçana.

## Bilder

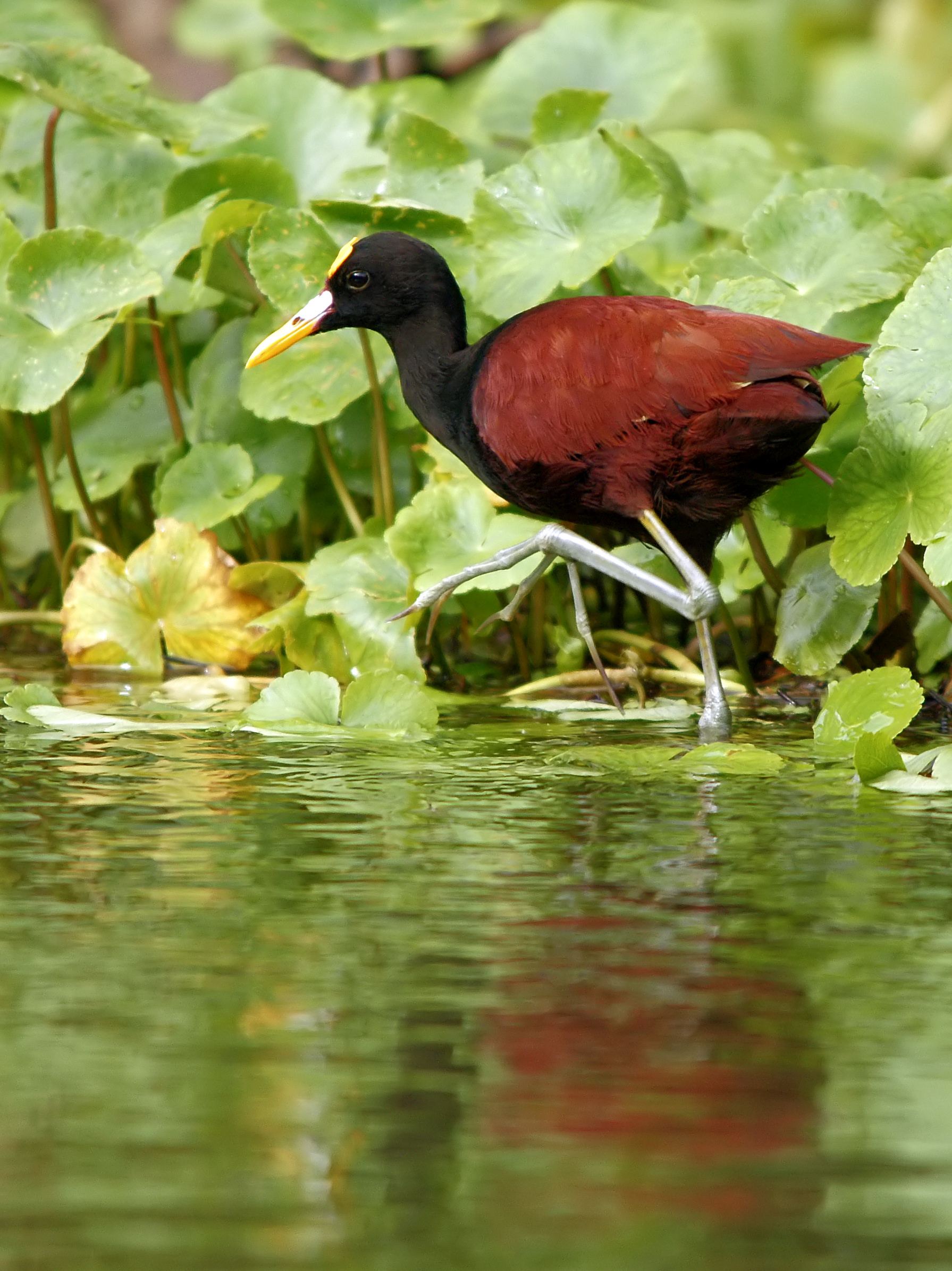
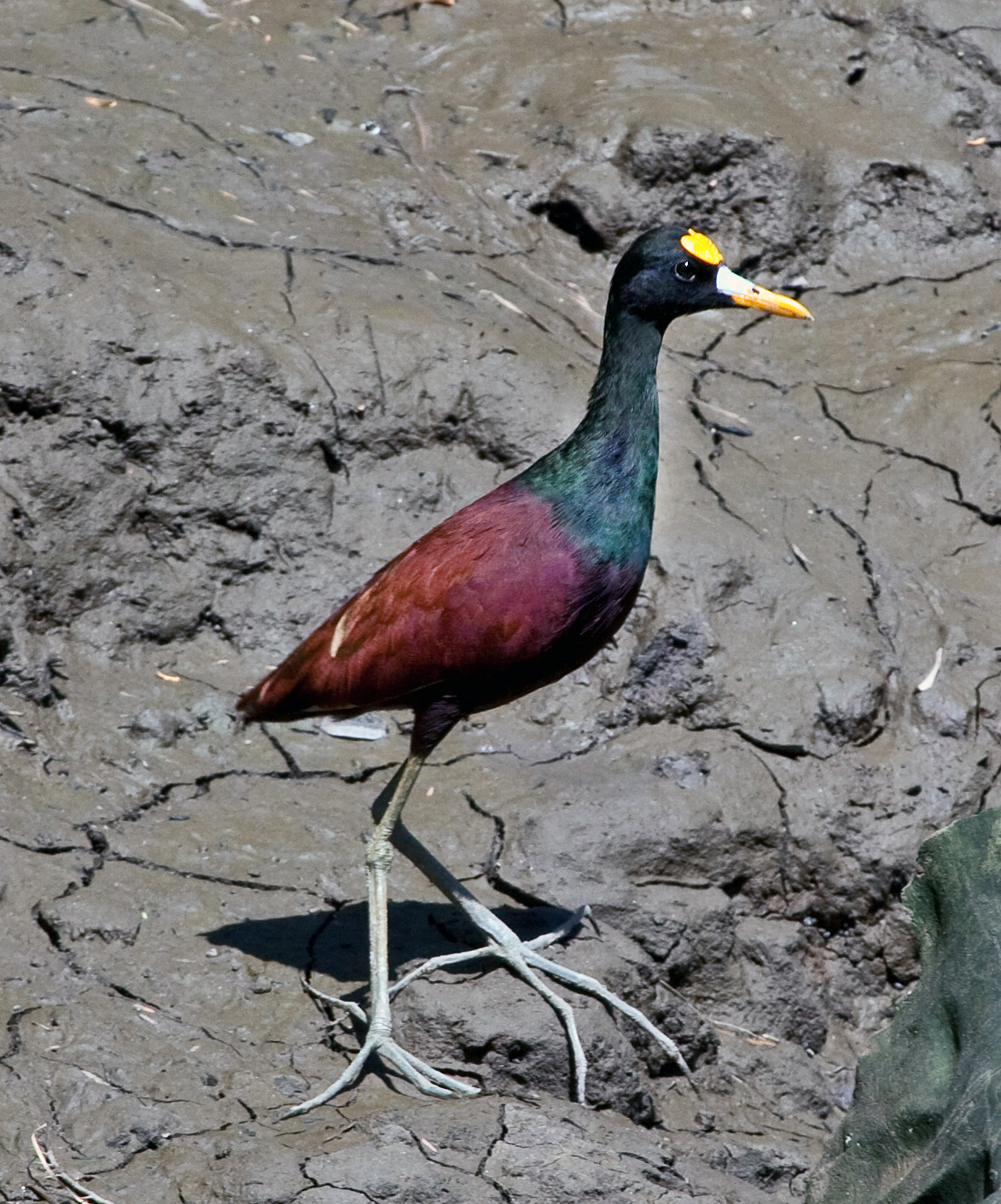
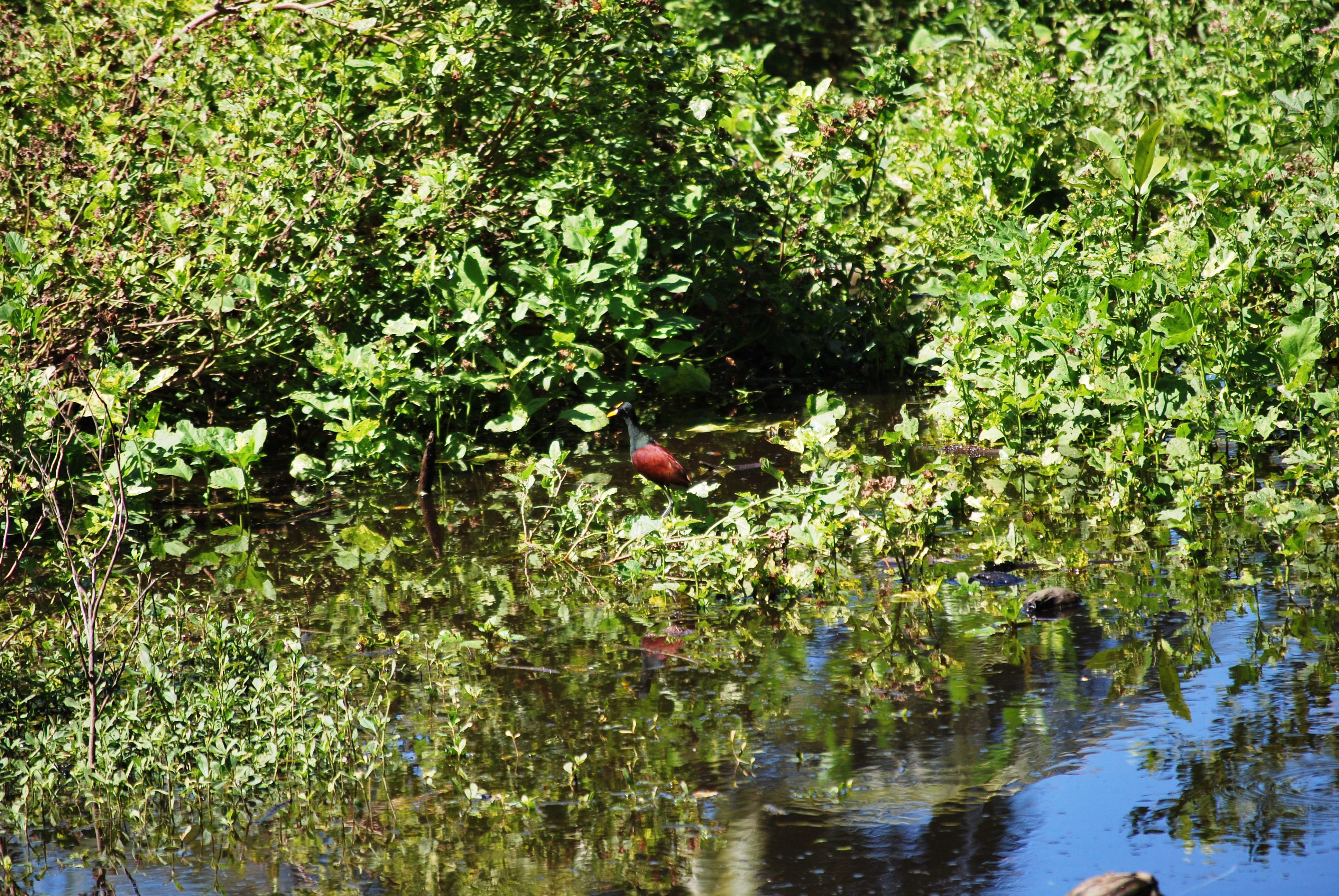